# Irma Gudžiūnaitė
Irma Gudžiūnaitė (* 1988 in Radviliškis) ist eine litauische Verwaltungsjuristin und Politikerin, stellvertretende litauische Justizministerin (seit 2018).

## Leben
Von 1999 bis 2005 absolvierte Gudžiūnaitė die Musikschule Radviliškis, die Klavier-Klasse. Seit der Kindheit war sie Mitglied in der „Sakaliukai“-Kinderorganisation und arbeitete dort von Januar 2003 bis Mai 2007. Nach dem Abitur 2007 an der Mittelschule Radviliškis absolvierte sie 2002 das Magisterstudium der Rechtswissenschaften mit der Fachspezialisierung Handelsrecht an der Juristischen Fakultät der Universität Vilnius.
2012 nahm Gudžiūnaitė als Studentin an der juristischen NICLAS-Sommerschule dür Verwaltungsrecht in der Slowakei teil. Beim Studium arbeitete sie auch in den USA. Von Januar 2010 bis Dezember 2010 war sie Freiwillige bei der psychologischen Kinderhilfe-Hotline Vaikų linija (Child Line). Von September 2010 bis Dezember 2012 war sie Vorstandsmitglied der Jugend-Rundtisch-Organisation in der litauischen Hauptstadt Vilnius. Von Mai 2011 bis Mai 2012 war sie Mitglied der Kontrollkommission bei Lietuvos jaunimo organizacijų taryba (LiJOT). Von März 2014 bis Juni 2014 arbeitete sie als Mitglied der Wahlkommission bei Präsidentschaftswahl in Litauen 2014 und Europawahl in Litauen 2014.
Von Januar 2011 bis Mai 2011 machte Gudžiūnaitė als Studentin des vorletzten Studienjahrs ein Praktikum am litauischen Justizministerium. Von September 2011 bis September 2014 arbeitete sie dort als oberste Spezialistin in der Abteilung der Entwicklung des Rechtssystems. Von September 2014 bis Mai 2018 war sie Justiz-Attaché (in den Gebieten Datenschutz, Verbraucherrechte, Privatrecht) in der litauischen diplomatischen EU-Vertretung in Brüssel, Belgien.
Seit Juni 2018 ist sie Vizeministerin der Justiz unter der Leitung von Minister Elvinas Jankevičius im Kabinett Skvernelis. Februar 2019 ist sie Kandidatin zur Umweltministerin Litauens.
Gudžiūnaitė ist Mitglied der Partei LSDDP.
Gudžiūnaitė spricht neben ihrer Muttersprache englisch, russisch und französisch.

## Privates
Gudžiūnaitė ist ledig und kinderlos.